# Jane Corner Young
Jane Corner Young (Athens, Ohio, 25 de març de 1915 - 9 de març de 2001) va ser una compositora, musicoterapeuta i pianista estatunidenca.

## Biografia
Es va graduar amb una llicenciatura en música a la Universitat d'Ohio, el 1936. Va completar un màster de música en piano i composició el 1953 al Cleveland Institute of Music. Young va estudiar piano amb Beryl Rubinstein i Arthur Loesser, composició amb Marcel Dick; i el mètode Dalcroze amb Elsa Findlay i Ann Lombardo.
Young va ensenyar en escoles públiques i privades durant més de vint-i-set anys, i va ser membre del professorat del Cleveland Institute of Music. Va presidir el Cleveland Composers' Guild quan es va formar el 1957 i també va exercir com a directora de musicoteràpia a l'Hawthornden State Hospital (avui conegut com a Northcoast Behavioral Healthcare) a Northfield, Ohio.
Els premis de Young inclouen:
- Beca en Música de la Universitat d'Ohio (1942)
- Premi dels Alumnes del Cleveland Institute (en composició, 1961)[6]
- Mu Phi Epsilon (guanyadora d'un concurs de composició; 1971)

## Composicions
Les composicions de Young inclouen:

### Música de cambra
- Essències, per a dos violins; va guanyar el 1961 el Premi dels Alumnes del Cleveland Institute[4]

### Piano
- Andante Espressivo
- Caprici (1976)
- Peces de quadres infantils
- Soliloqui dramàtic (1961)
- Primer viatge
- Cinc duets per a estudiants emparellats
- Pensaments de cinc tons i resum, amb el qual va guanyar el 1971 el concurs de composició Mu Phi Epsilon
- Quatre peces de recital (La persecució; Patrons; Ombres; Vals)
- No Aniré
- Piano Gambol
- Schumanniana (1974)
- Dues peces d'humor (Going Away; March for Clowns)
- Dos estudis breus (Compte; Dues melodies)
- Dues peces d'estudi (Mitges passos; Passos sencers)
- Variacions sobre una barraca del mar americà
- Ahir/Avui

### Vocal[8]
- Cançó d'art de blues: qui hi ha per saber
- Captiu (amb L. Kenney)
- Fantasia (amb L. Kenney)
- Com m'agrada un ocell domesticat salvatge (amb piano)
- (La) Història de Fay (amb fagot, flauta, oboè, piano, trompeta, violí i cítara)
- Tal és el seu amor (amb piano)
- Sol desordenat (amb L. Kenney)
- Cicle de cançons Nosaltres Persones (amb violoncel i piano)